# Craigielands House

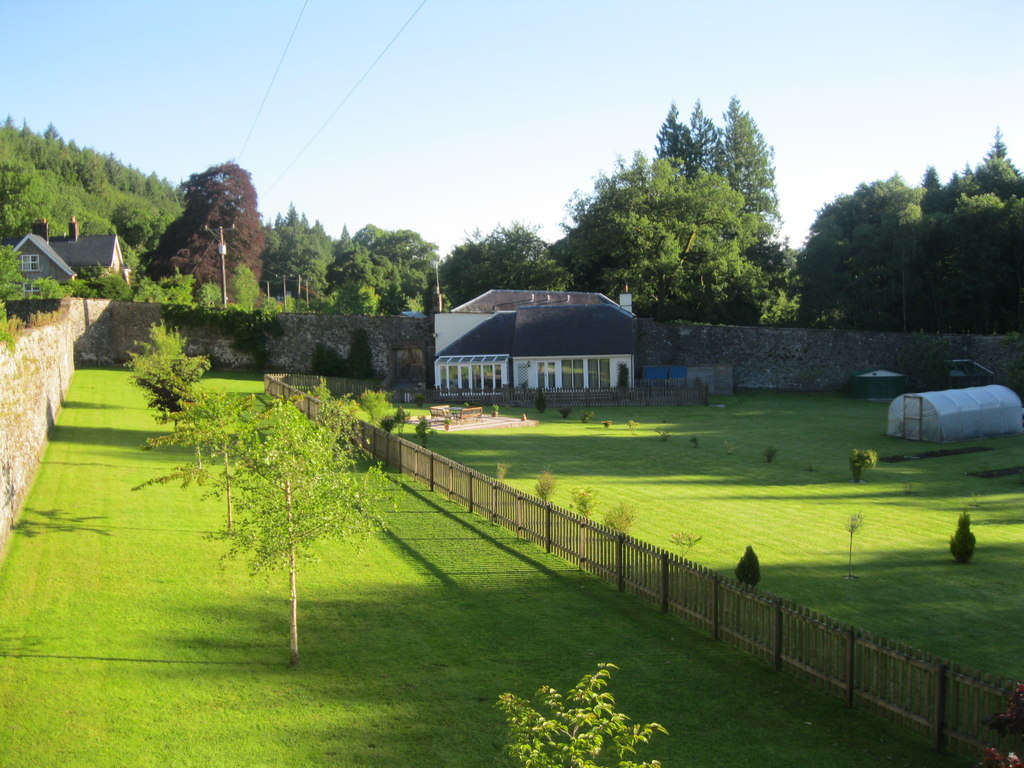
Gärten von Craigielands House

Craigielands House ist eine Villa in der schottischen Ortschaft Beattock in der Council Area Dumfries and Galloway. 1971 wurde das Bauwerk in die schottischen Denkmallisten zunächst in der Kategorie B aufgenommen. Die Hochstufung in die höchste Denkmalkategorie A erfolgte 1988.

## Beschreibung
Die Villa wurde im Jahre 1817 nach einem Entwurf des schottischen Architekten William Burn erbaut. 1882 wurde Craigielands House dezent überarbeitet. Das im Greek-Revival-Stil gestaltete Gebäude liegt isoliert am Südwestrand von Beattie. Die Fassaden bestehen aus dunklem Gestein, das zu einem Schichtenmauerwerk verbaut wurde. Das mit Pilastern ornamentierte Obergeschoss resultiert aus einer Aufstockung.
Die ostexponierten Frontseite ist sieben Achsen weit. Mittig tritt ein Portikus mit vier dorischen Säulen und Dreiecksgiebel mit Oculus hervor. Längliche Fester mit abschließenden Gesimsen flankieren das zurückversetzte Eingangsportal mit großem Kämpferfenster. Die beiden drei Achsen weiten Seitenfassaden sind identisch aufgebaut und schließen mit mittigen Gesimsen. Das abschließende Plattformdach ist mit Schiefer eingedeckt.
Im Innenraum sind verschiedene dekorative Gipsarbeiten hervorzuheben. Im Vestibül mit rundbögigem Eingangsportal ist ein Mosaikboden verlegt. Verschiedene Türen sind dekorativ bekrönt. Pilaster ornamentieren einen Marmorkamin.